# Kenny Achampong
Kenneth „Kenny“ Achampong (* 26. Juni 1966 in Kilburn, London) ist ein ehemaliger englischer Fußballspieler ghanaischer Abstammung. Als technisch versierter Flügelspieler galt er Mitte der 1980er-Jahre als eines der größten Talente in Reihen des FC Fulham. Der Sprung in die oberste englische Spielklasse blieb aber aus und nach einigen Jahren in der zweiten und dritten englischen Liga kehrte er nach 1993 nicht mehr in den Profifußball zurück.

## Sportlicher Werdegang
Mit einem deutlichen Ausrufezeichen machte im Frühjahr 1985 der 18-jährige Debütant Kenny Achampong beim zweitklassigen FC Fulham auf sich aufmerksam. Das im Verein ausgebildete Talent wirbelte am 18. Februar 1985 auf der rechten Außenbahn die Abwehr des späteren Meisters Oxford United durcheinander und schoss das entscheidende Tor zum 1:0-Sieg. Als nur vier Tage später zwei weitere Treffer zum 3:2-Erfolg gegen Carlisle United folgten, schien ein neuer Star geboren zu sein. Die Rückschläge ließen aber nicht lange auf sich warten. Der bereits mit Laurie Cunningham und retrospektiv mit Aaron Lennon verglichene Achampong traf in den folgenden 79 Ligaspielen bis zum Ende der Saison 1987/88 nur noch zwölf Mal, konnte seine Fähigkeiten selten angemessen in der von Trainer Ray Lewington zusammengestellten Mannschaft einbringen und kam zuletzt über die Rolle des Ergänzungsspielers nicht mehr hinaus. Schließlich überwarf sich Achampong zum Ende der Saison 1987/88 endgültig mit dem Trainer und wechselte später zum ebenfalls in London beheimateten Klub Charlton Athletic.
Nach nur zehn Ligaspielen für Charlton Athletic zog Achampong weiter zum Drittligisten Leyton Orient, wo er sich aufgrund seiner Nähe zum eigenen Publikum und der für den unterklassigen Fußball überdurchschnittlichen technischen Fertigkeiten großer Beliebtheit erfreute. Besonderes Erkennungsmerkmal in den beiden Spielzeiten 1991/92 und 1992/93 war Achampongs Angewohnheit, bereits ausgespielte Gegner zum gleichen Zeitpunkt ein weiteres Mal auszutricksen und auch sportlich verlief die Zeit, in der Leyton Orient phasenweise um den Aufstieg mitspielte, besser. Überregionale Bekanntheit erlangte er zudem am 28. Dezember 1991 in der Partie gegen den FC Brentford, als Achampong nach Darbietung spielerischer Finessen von zahlreichen Gegenspielern beschimpft wurde, kurioserweise selbst vom späteren FIFA-Schiedsrichter David Elleray die rote Karte sah und dafür von den Fans als „unverstandener Held“ gefeiert wurde. Insgesamt wirkte Achampong wie ein Fremdkörper im unterklassigen Profifußball und da auch das Verhältnis zu Trainer Peter Eustace unterkühlt war, endete das Engagement nach Ablauf der Saison 1992/93. Zuvor war er im Frühjahr 1993 einmalig in den Kader der ghanaischen Nationalmannschaft berufen worden, wo er jedoch nicht zum Einsatz kam.
Eine Folgebeschäftigung bei einem englischen Profiklub schloss sich nicht an; Achampong verließ die britischen Inseln und versuchte sich auf Initiative von Abédi Pelé im Herbst 1993 beim Probetraining für Paris Saint-Germain. Er spielte zeitweise in Ghana und zog 1998 nach Deutschland. Hier trat er zu Beginn des 21. Jahrhunderts als Spieler und Spielertrainer der hessischen SG Walluf in Erscheinung, bevor er nach Ablauf der Saison 2008/09 nach London zum Zweck der Trainerausbildung zurückkehrte.